# Bent Jørgensen
Bent Jørgensen (Frederiksberg, 8 de enero de 1945) fue un jugador de balonmano danés. Fue un componente de la Selección de balonmano de Dinamarca.
Con la selección logró la medalla de plata en el Campeonato Mundial de Balonmano Masculino de 1967. Además, disputó los Juegos Olímpicos de Múnich 1972. Jugó en el Stadion IF. 
Bent es el padre de Ann Jørgensen, que fue deportista olímpica en bádminton.

## Clubes
- IF Stadion